# Врх Боливар
Врх Боливар (шп. Pico Bolívar) највиша је планина у Венецуели, висине 4.978 метара. Планина је смештена у држави Мерида, а њен врх је трајно прекривен са три мала глечера. До врха се може доћи само пешачењем; жичара Мерида, која је била највиша и најдужа жичара на свету када је изграђена, стиже само до врха Еспехо. Одатле је могуће попети се на врх Боливар. Врх је назван по венецуеланском хероју Симону Боливару.
Врх Боливар се налази на планини која се раније звала Ла Колумна, поред Ел Леона (4.743 м) и Ел Тора (4.695 м). Ново име предложио је Тулио Фебрес Кордеро 1925. године. Званично је преименовано 30. децембра 1934.

## Надморска висина
Висина овог истакнутог андског врха процењивана је и израчунавана током историје. Године 1912. једно мерење је показало 5.002 метара. Године 1928. дошао је још један прорачун на 5.007 метара, који је дуго био званична висина.
Током 1990-их научници Хајнц Салер и Карлос Абад проценили су висину, на основу ГПС посматрања, на 4.980,8 метара. Међутим, није извршена валидација. Нова ГПС мерења извршена су 2002. године, која су показала висину од 4.978,4 ± 0,4 метра. Ова тачнија сазнања објављена су 2005.

## Повлачење глацијала
Током глацијације Мериде у епохи плеистоцена, залеђено подручје имало је максималну површину од 600 km² и покривало планине висине од најмање 3.000 м. На крају глацијације, подручје покривено глечерима се прогресивно смањивало, а пре почетка Малог леденог доба сви су вероватно нестали. Процењује се да је 1910. године површина покривена глечерима износила око 10 km2 (3,9 sq mi), подељена на две велике површине, једна која обухвата врхове Боливар, Еспехо и Конча, а друга врхове Хумболдт и Бонпланд. Могуће је да је мало залеђено подручје покривало северозападну страну Врха Ел Тора.
Снимке из ваздуха снимљене 1952. године показују да се ледено подручје већ смањило на 0,9 km² (врхови Боливар, Еспехо и Кончаа) и на 2,0 km² за врхове Хумболдт и Бонпланд.
Године 2003. готово сви глечери у том подручју су нестали, са изузетком два мала залеђена подручја.